# Jerzy Woyke
Jerzy Roman Woyke (ur. 9 września 1926 w Maleninie, zm. 20 grudnia 2022 w Warszawie) – polski teoretyk pszczelnictwa i nauczyciel akademicki, profesor nauk rolniczych.

## Życiorys
Syn Romana i Zofii. Ukończył leśnictwo (1950) i biologię (1952) na Uniwersytecie im. Adama Mickiewicza w Poznaniu. Uzyskiwał następnie stopnie doktora i doktora habilitowanego, a w 1969 otrzymał tytuł profesora nauk rolniczych.
Od 1958 był pracownikiem naukowym Szkoły Głównej Gospodarstwa Wiejskiego w Warszawie. Kierował na tej uczelni Zakładem Pszczelnictwa. Na emeryturę przeszedł w 1996, kontynuował przy tym działalność badawczą i naukową. W pracy naukowej specjalizował się w zagadnieniach z zakresu hodowli i genetyki pszczół, był m.in. wiceprezesem Pszczelniczego Towarzystwa Naukowego. Opracował m.in. metodę sztucznego unasieniania matki pszczelej, prowadził badania nad barwnymi mutacjami oczu u pszczół, a także zajmował się historią polskiego pszczelarstwa.

## Odznaczenia i wyróżnienia
- Krzyż Komandorski Orderu Odrodzenia Polski (2013)[6]
- Krzyż Oficerski Orderu Odrodzenia Polski (2005)[7]
- Tytuły doktor honoris causa Akademii Rolniczej w Szczecinie (1998, laudację wygłosił Jarosław Prabucki)[8] i Uniwersytetu Warmińsko-Mazurskiego w Olsztynie (2002, laudację wygłosił Jerzy Wilde)[9][10]